# Billaea minor
Billaea minor är en tvåvingeart som först beskrevs av Villeneuve 1913.  Billaea minor ingår i släktet Billaea och familjen parasitflugor. Inga underarter finns listade i Catalogue of Life.